# Insuficiència cardíaca
La insuficiència cardíaca (IC) és una cardiopatia en la qual existeix un problema amb l'estructura o funció del cor en detriment de la seva capacitat de subministrar el flux de sang suficient per satisfer les necessitats del cos. La definició d'IC és sovint erròniament utilitzada per descriure altres malalties cardíaques relacionades, com ara l'infart de miocardi (atac cardíac) o una aturada cardíaca. La IC i les seves manifestacions es coneixen des de fa molts segles, però fins a la formulació de la llei de Frank-Starling molts principis bàsics de la seva fisiopatologia eren encara desconeguts.
Algunes de les causes d'insuficiència cardíaca són l'infart de miocardi i altres formes de malaltia isquèmica del cor, diabetis mellitus, miocarditis vírica, hipertensió arterial, miocardiopatia dilatada malaltia valvular cardíaca, malaltia per fetge gras no alcohòlic, cardiopatia induïda per l'addicció a les metamfetamines, intoxicació per monòxid de carboni, consum abusiu de cocaïna, amiloïdosi cardíaca de cadena lleugera, amiloïdosi cardíaca familiar, malaltia pulmonar obstructiva crònica i beri-beri cardiovascular agut. La insuficiència cardíaca pot causar una gran varietat de símptomes com ara falta d'aire (generalment pitjor en decúbit supí, un signe anomenat ortopnea), tos, edema de pulmó, hipertensió pulmonar, inflor de turmells, capacitat d'exercici reduïda i sarcopènia. La insuficiència cardíaca és sovint infra-diagnosticada degut a la falta d'una definició universalment acceptada i desafiaments en el diagnòstic definitiu. El tractament habitualment consisteix en mesures relacionades amb l'estil de vida (com la disminució de la ingesta de sal), medicaments i, de vegades, implantació de dispositius o fins i tot cirurgia.
La insuficiència cardíaca és una afecció comuna, costosa, incapacitant i que a vegades causa una mort sobtada. Pot ser aguda o crònica, anterògrada o retrògrada i amb una fracció d'ejecció preservada, en el límit de la normalitat o disminuïda. En els països en desenvolupament, al voltant del 2 per cent dels adults pateixen d'insuficiència cardíaca, però en els majors de 65 anys, això augmenta a un 6,10 per cent. Sobretot a causa dels costos d'hospitalització, s'associa amb una alta despesa en salut. Aquests costos s'han estimat en el 2 per cent del pressupost total del Servei Nacional de Salut al Regne Unit, i més de 35 mil milions de dòlars als Estats Units. La insuficiència cardíaca s'associa amb una reducció significativa de la salut mental i física i, per tant, d'una notable disminució de la qualitat de vida. Amb l'excepció de la insuficiència cardíaca causada per condicions reversibles, la situació tendeix a empitjorar amb l'edat. Encara que alguns pacients sobreviuen durant molts anys, progressió de la malaltia s'associa amb una taxa general de mortalitat anual del 10 per cent.

## Signes i símptomes

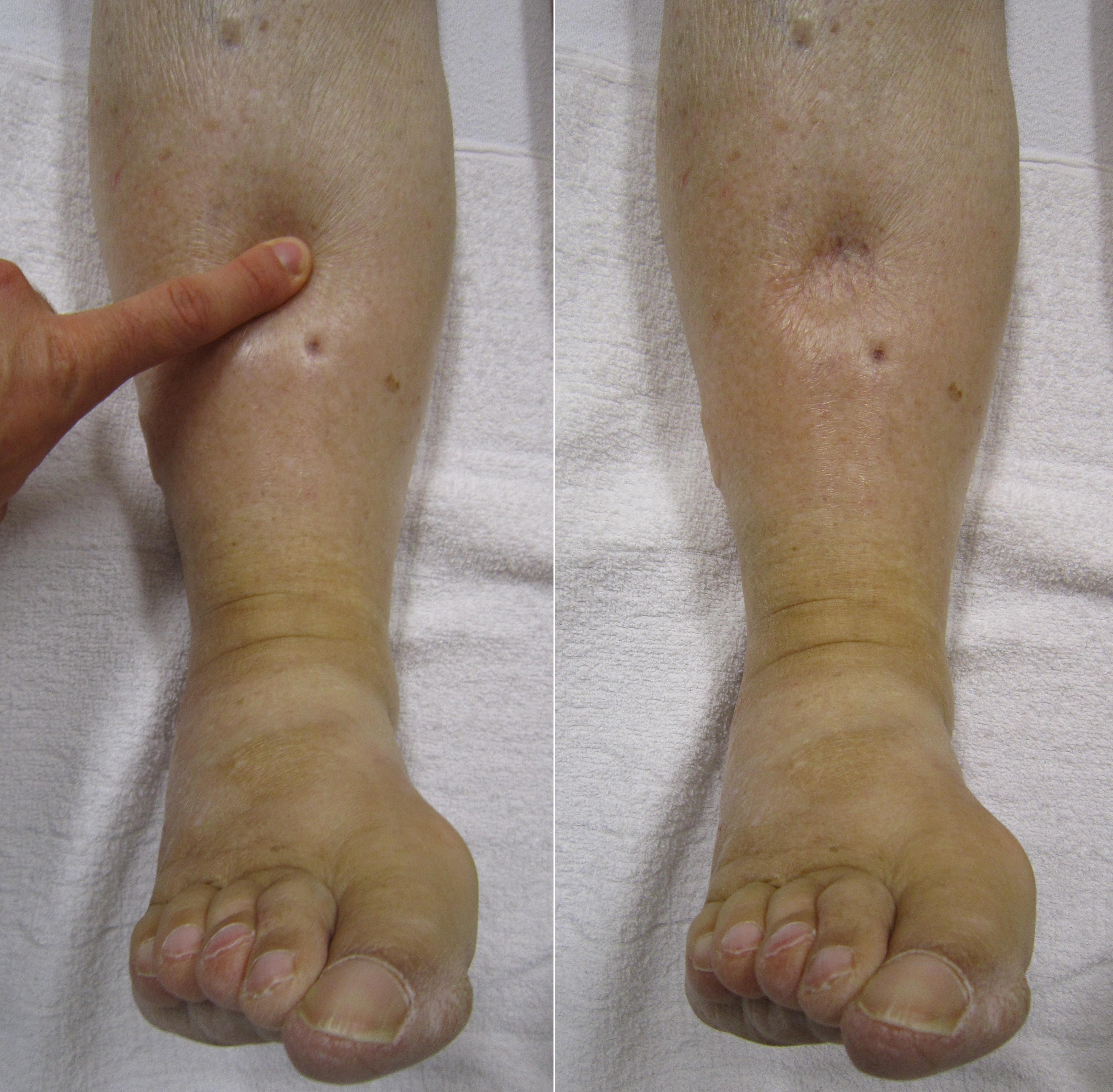
Edemes importants a peus i cames en un cas d'insuficiència cardíac dreta.

Els símptomes d'insuficiència cardíaca són tradicionalment i una mica arbitràriament dividits en insuficiència cardíaca "esquerra" i "dreta", reconeixent que els ventricles esquerre i dret del cor subministren a diferents parts de la circulació. No obstant això, la insuficiència cardíaca no és exclusivament una fallada "cap enrere" (cap a la part de la circulació que drena en el ventricle en concret).
Hi ha diverses altres excepcions a una simple divisió esquerra-dreta dels símptomes d'insuficiència cardíaca. A més, la causa més comuna d'insuficiència cardíaca dreta es la insuficiència cardíaca esquerra. El resultat és que els pacients presenten comunament els dos conjunts de signes i símptomes.

### Insuficiència cardíaca esquerra
La insuficiència del costat esquerre del cor dificulta el retorn de la sang procedent dels pulmons causant símptomes respiratoris, així com fatiga muscular a causa d'un subministrament insuficient de sang oxigenada als músculs i hepatitis hipòxica en casos greus i/o crònics. Signes respiratoris comuns són l'augment de la freqüència respiratòria (taquipnea) i l'augment del treball respiratori (dispnea), ambdós signes inespecífics de dificultat respiratòria. Es presenten crepitants, auscultats inicialment en les bases pulmonars, i quan és greu, s'amplia a tots els camps pulmonars el que llavors suggereix el desenvolupament d'un edema pulmonar (líquid en els alvèols). La cianosi suggereix uns baixos nivells d'oxigen en sang, i és una senyal tardana d'edema pulmonar molt greu.

### Insuficiència cardíaca dreta
La insuficiència del costat dret del cor té el seu origen sovint en un cor pulmonar, que generalment és causat per dificultats de la circulació pulmonar, com ara hipertensió pulmonar o estenosi de vàlvula pulmonar. Eventualment, es presenta com a resultat d'una pericarditis constrictiva.
L'examen físic la presència d'edema a les extremitats inferiors, ascites i hepatomegàlia. La pressió venosa jugular s'avalua freqüentment com un marcador de l'estat de la circulació, que pot ser augmentada mostrant un reflux hepatojugular.

## Diagnòstic
L'anamnesi junt amb l'exploració física permeten la sospita o el diagnòstic de la insuficiència cardíaca. Habitualment cal fer algunes exploracions complementàries com unes anàlisis generals (amb determinació del pèptid natriurètic auricular), una radiografia de tòrax i un electrocardiograma. Seguidament també sol ser convenient una ecocardiografia. En casos especials pot caldre fer una prova d'esforç, una angiografia coronària o un cateterisme cardíac.

### Estadiatge
Classificació funcional de la New York Heart Association (NYHA):
| Classe | Clínica |
| ------ | --- |
| I      | Sense limitació en l'activitat física. L'activitat ordinària no ocasiona excessiva fatiga, palpitacions, dispnea o dolor anginós. |
| II     | Lleugera limitació en l'activitat física. Confortables en repòs. L'activitat ordinària ocasiona fatiga, palpitacions, dispnea o dolor anginós. |
| III    | Marcada limitació en l'activitat física. Confortables en repòs. Activitat física menor que l'ordinària ocasiona fatiga, palpitacions, dispnea o dolor anginós.                                                                                       |
| IV     | Incapacitat per dur a terme qualsevol activitat física sense incomoditat. Els símptomes d'insuficiència cardíaca o de síndrome anginós poden estar presents fins i tot en repòs. Si es realitza qualsevol activitat física, la incomoditat augmenta. |

Si bé el seu ús està molt estès, la puntuació de la NYHA no és molt reproduïble i no prediu amb fiabilitat en la distància que pot recórrer o la tolerància a l'exercici del pacient en proves formals.

## Tractament
En primer lloc cal saber que, tot i que la majoria de vegades la insuficiència cardíaca no es pot curar com a tal, sí que es pot tractar de forma efectiva, de manera que es poden millorar els símptomes i la qualitat de vida, com també alentir la progressió de la malaltia i així millorar-ne el pronòstic.
En segon lloc, cal tenir en compte que el tractament no consisteix solament en "algun fàrmac" que recepta el metge o la metgessa, sinó que cal integrar tota una sèrie d'actituds i comportaments juntament al fet de prendre correctament la medicació prescrita, de manera que els malalts i la seva família entren a formar part de l'estratègia terapèutica de la malaltia.
El tractament se centra en la millora dels símptomes i la prevenció de la progressió de la malaltia. També cal detectar i tractar les causes reversibles de la insuficiència cardíaca (per exemple, infecció, anèmia, tirotoxicosi, arrítmia, hipertensió). Els tractaments inclouen modificacions en l'estil de vida i medicació, alguns tractaments quirúrgics (en alguns casos, per exemple en valvulopaties) i, rarament, el trasplantament de cor (o de cor i pulmons).

### Medicació
La medicació està dissenyada per disminuir la fatiga física i millorar la respiració i la irrigació dels teixits. D'altra banda, hi ha fàrmacs que poden ajudar a prevenir o disminuir la progressió i l'empitjorament de la malaltia. El tractament és diferent per a cada persona. El tractament farmacològic només és efectiu si es pren de forma correcta. Variar les dosis, no seguir la prescripció mèdica, prendre més o menys quantitat de pastilles, deixar de prendre la medicació a causa d'un refredat o de qualsevol altra patologia, etc., pot agreujar la malaltia.

### Cirurgia
Segons la causa que la produeixi els cardiòlegs poden proposar un procediment quirúrgic (operació) o de revascularització (per exemple, una angioplàstia o dilatació d'artèria coronària). Aquests procediments van encaminats a tractar la malaltia principal que es pateix, però, en fer-ho, poden millorar o fins i tot fer desaparèixer els símptomes. Alguns malalts amb insuficiència cardíaca, si compleixen unes característiques determinades, poden beneficiar-se de la implantació de diversos tipus de marcapassos amb capacitat de tornar a sincronitzar l'activitat elèctrica i mecànica del cor. També hi ha pacients adults amb malalties congènites cardíaques que poden necessitar la implantació d'un dispositiu desfibril·lador, que és un marcapassos específicament dissenyat per produir descàrregues elèctriques i tractar certes arrítmies cardíaques. No tots els malalts es beneficien d'aquests procediments especials. En casos molt excepcionals que no tenen una alternativa protèsica o farmacològica vàlida, l'última opció terapèutica pot ser el trasplantament cardíac, tractament que només es duu a terme en centres molt especialitzats i que requereix un seguiment molt complex.